# Sử dụng năng lượng hiệu quả

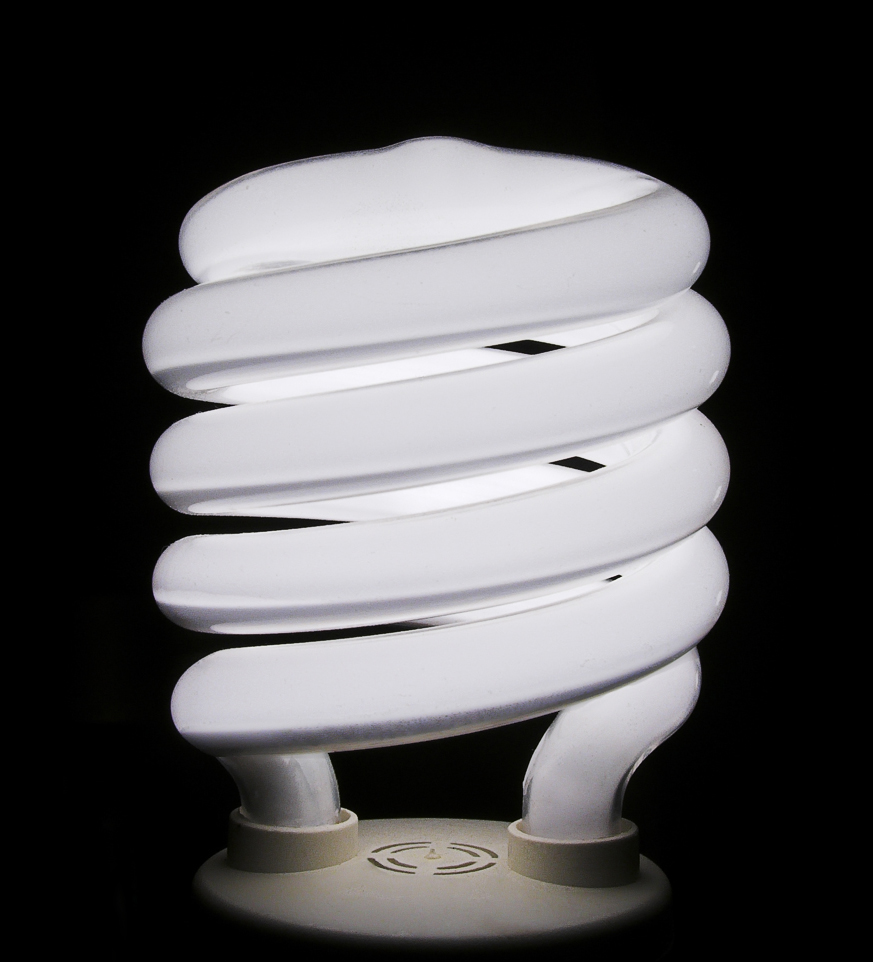
Một loại bóng đèn xoắn ốc tích hợp với đèn huỳnh quang tiết kiệm điện, được sử dụng phổ biến ở Bắc Mỹ từ khi có mặt trên thị trường vào giữa những năm 1990.

Sử dụng năng lượng hiệu quả (thường được gọi ngắn gọn là hiệu quả năng lượng) là mục tiêu của những nỗ lực nhằm giảm năng lượng cần thiết cung cấp cho các sản phẩm và dịch vụ. Ví dụ, việc cách nhiệt một công trình cho phép công trình đó sử dụng ít năng lượng hơn để sưởi ấm và làm mát mà vẫn duy trì nhiệt độ thoải mái. Lắp đặt đèn huỳnh quang hoặc cửa sổ mái lấy sáng tự nhiên góp phần làm giảm năng lượng cần thiết mà vẫn đạt được cùng một mức độ chiếu sáng so với sử dụng ánh sáng từ bóng đèn sợi đốt truyền thống. Đèn huỳnh quang tiết kiệm điện tiêu thụ ít hơn 2/3 năng lượng và có thể có tuổi thọ lâu hơn gấp 6 đến 10 lần so với đèn sợi đốt. Những cải tiến việc sử dụng năng lượng hiệu quả thường đạt được chủ yếu thông qua việc áp dụng công nghệ tiên tiến hoặc những quá trình sản xuất hiệu quả hơn.
Có nhiều lý do khác nhau để cải thiện hiệu quả năng lượng. Giảm sử dụng năng lượng góp phần làm giảm giá thành năng lượng và có thể tiết kiệm chi phí tài chính cho người tiêu thụ. Điều này đúng khi năng lượng tiết kiệm được có khả năng bù lại những chi phí phát sinh khác trong quá trình lắp đặt công nghệ hiệu quả năng lượng. Giảm sử dụng năng lượng cũng được xem là một giải pháp chính cho vấn đề giảm thải khí nhà kính. Theo Cơ quan Năng lượng Quốc tế, cải thiện hiệu quả năng lượng trong các tòa nhà, quy trình công nghiệp và giao thông vận tải có thể làm giảm khoảng 1/3 nhu cầu năng lượng thế giới vào năm 2050, đồng thời giúp kiểm soát việc thải khí nhà kính toàn cầu.
Hiệu quả năng lượng và năng lượng tái tạo được cho là những trụ cột song sinh của chính sách năng lượng bền vững. Tại nhiều quốc gia, hiệu quả năng lượng cũng được đánh giá là mang lại lợi ích an ninh quốc gia vì có thể sử dụng để làm giảm mức nhập khẩu năng lượng từ nước ngoài và làm góp phần làm giảm tốc độ cạn kiệt các nguồn năng lượng trong nước.

## Tổng quan
Việc sử dụng năng lượng hiệu quả đã được chứng minh là một chiến lược tiết kiệm và hiệu quả trong việc xây dựng nền kinh tế mà không nhất thiết phải tăng thêm chi phí tiêu thụ năng lượng. Một ví dụ cho việc đó, một bang của Mỹ California bắt đầu triển khai đo lường hiệu quả năng lượng. Trong những năm giữa thập niên 1970, bao gồm việc xây dựng mã và tiêu chuẩn thiết bị với yêu cầu hiệu quả nghiêm ngặt. Trong những năm tiếp theo, lượng tiêu thụ năng lượng của California vẫn ở mức bình quân trên cơ sở bình quân đầu người trong khi tiêu dùng quốc gia của Mỹ tăng gấp đôi. Là một phần trong chiến lược của mình, California đã triển khai thực hiện "thứ tự tải" cho các nguồn năng lượng mới, nghĩa là đặt hiệu quả năng lượng đầu tiên, nguồn cung cấp năng lượng tái tạo thứ hai và các nhà máy điện hóa thạch mới cuối cùng. Nhiều bang Connecticut và New York đã xây dựng Ngân hàng xanh để giúp các chủ tòa nhà dân cư và trung tâm thương mại tài chính nâng cấp hiệu quả năng lượng, làm giảm lượng khí thải và cắt giảm chi phí năng lượng cho người tiêu dùng.
Lovin's Viện Rocky Mountain đã chỉ ra rằng trong việc xây dựng nền công nghiệp,  "có nhiều cơ hội rộng mở để tiết kiệm từ 70% đến 90% năng lượng và chi phí cho việc thắp sáng, quạt, hệ thống máy bơm; 50% cho động cơ điện; và 60% trong các lĩnh vực như sưởi ấm, làm mát, thiết bị văn phòng và các thiết bị khác." Nhìn chung, có tới 75% lượng điện được sử dụng ở Mỹ hiện nay có thể được tiết kiệm bằng các biện pháp hiệu quả với chi phí thấp hơn, điều này cũng đúng với các thiết bị trong nhà. Bộ Năng lượng Hoa Kỳ đã tuyên bố tiềm năng trong việc tiết kiệm năng với cường độ 90 tỷ kWh bằng cách tăng hiệu suất năng lượng tại nhà.
Những nghiên cứu khác cũng nhấn mạnh quan điểm này. Một báo cáo được xuất bản năm 2006 bởi tờ McKinsey Global Institute, khẳng định rằng "có nhiều cơ hội kinh tế khả thi để cải thiện năng suất sử dụng năng lượng, giữ cho mức tăng trưởng của nhu cầu sử dụng năng lượng toàn cầu ở mức dưới 1% một năm."— ít hơn một nửa so với mức tăng trưởng trung bình 2.2% dự kiến đến năm 2020 trong một bản phân tích kinh doanh như thường lệ. Năng suất sử dụng năng lượng, dùng để đo lường đầu ra và chất lượng của hàng hóa và dịch vụ trên một đơn vị năng lượng đưa vào,  có thể đến từ việc giảm lượng năng lượng cần thiết để sản xuất một cái gì đó, hay từ việc tăng số lượng hoặc chất lượng hàng hóa và dịch vụ từ cùng một lượng năng lượng.
Một báo cáo  Vienna Climate Change Talks 2007, dưới hỗ trợ của  Công ước Liên Hợp Quốc về biến đổi khí hậu (UNFCCC), cho thấy rõ ràng  "hiệu quả sử dụng năng lượng có thể giảm khí thải với chi phí thấp."
Tiêu chuẩn quốc tế ISO 17743 và ISO 17742 cung cấp tài liệu, phương tháp để tính toán và báo cáo về tiết kiệm năng lượng và hiệu quả sử dụng năng lượng cho quốc gia và thành phố.

## Công nghiệp
Ngành công nghiệp dùng phần lớn năng lượng để phục vụ cho nhiều quy trình sản xuất và khai thác tài nguyên đa dạng. Nhiều quy trình công nghiệp đòi hỏi một lượng lớn nhiệt và năng lượng cơ học, hầu hết trong số đó được phân phối dưới dạng khí tự nhiên, xăng dầu, nhiên liệu dầu mỏ và điện. Ngoài ra một số ngành công nghiệp tạo ra nhiên liệu từ các sản phẩm chất thải có thể được sử dụng để cung cấp năng lượng bổ sung.
Vì các quy trình công nghiệp rất đa dạng nên không thể mô tả hết vô số cơ hội được tạo ra trong việc sử dụng hiệu quả năng lượng trong công nghiệp. Nhiều trong số chúng phụ thuộc vào công nghệ và quy trình cụ thể được sử dụng tại từng cơ sở công nghiệp. Tuy nhiên, có một số quy trình và dịch vụ năng lượng được sử dụng rộng rãi trong nhiều ngành công nghiệp.
Nhiều ngành công nghiệp đã tạo ra hơi nước và điện để sử dụng trong các cơ sở của họ. Khi điện được tạo ra, nhiệt được tạo ra như một sản phẩm phụ có thể được thu giữ và sử dụng cho quá trình hơi nước, sưởi ấm hoặc các mục đích công nghiệp khác. Sản xuất điện thông thường có hiệu suất khoảng 30%, trong khi nhiệt và năng lượng kết hợp (còn gọi là đồng sản xuất) chuyển đổi tới 90% nhiên liệu thành năng lượng có thể sử dụng.
Lò hơi và lò cao cấp có thể hoạt động ở nhiệt độ cao hơn trong khi đốt ít nhiên liệu hơn. Những công nghệ này hiệu quả hơn và tạo ra ít chất gây ô nhiễm hơn.
Hơn 45% nhiên liệu mà các nhà sản xuất Mỹ sử dụng được đốt để tạo ra hơi nước. Các cơ sở công nghiệp điển hình có thể giảm 20% năng lượng sử dụng này (theo Bộ Năng lượng Hoa Kỳ) bằng cách cách nhiệt đường hồi hơi và ngưng tụ, ngăn chặn rò rỉ hơi nước và duy trì bẫy hơi.
```
Động cơ điện
 thường chạy ở tốc độ không đổi, nhưng 
đĩa tốc độ
 cho phép đầu ra năng lượng của động cơ phù hợp với tải trọng yêu cầu. Điều này cho ra những hiệu quả tiết kiệm năng lượng khác nhau, từ 3% đến 60%, tùy thuộc vào cách sử dụng động cơ. Cuộn dây động cơ làm bằng vật liệu 
siêu dẫn
 cũng có thể làm giảm tổn thất năng lượng.
[
13
]
```

Công nghiệp sử dụng một số lượng lớn máy bơm và máy nén với tất cả các hình dạng và kích cỡ và trong nhiều ứng dụng khác nhau. Hiệu quả của máy bơm và máy nén phụ thuộc vào nhiều yếu tố nhưng thường có thể cải tiến bằng cách thực hiện kiểm soát quy trình và thực hành bảo trì tốt hơn. Máy nén thường được sử dụng để cung cấp khí nén được sử dụng để phun cát, sơn và các công cụ điện khác. Theo Bộ Năng lượng Hoa Kỳ, tối ưu hóa hệ thống khí nén bằng cách lắp đặt các đĩa  thay đổi tốc độ, cùng với việc bảo trì phòng ngừa để phát hiện và sửa chữa rò rỉ khí, có thể cải thiện hiệu suất năng lượng từ 20% đến 50%.

## Vận chuyển

### Ô tô

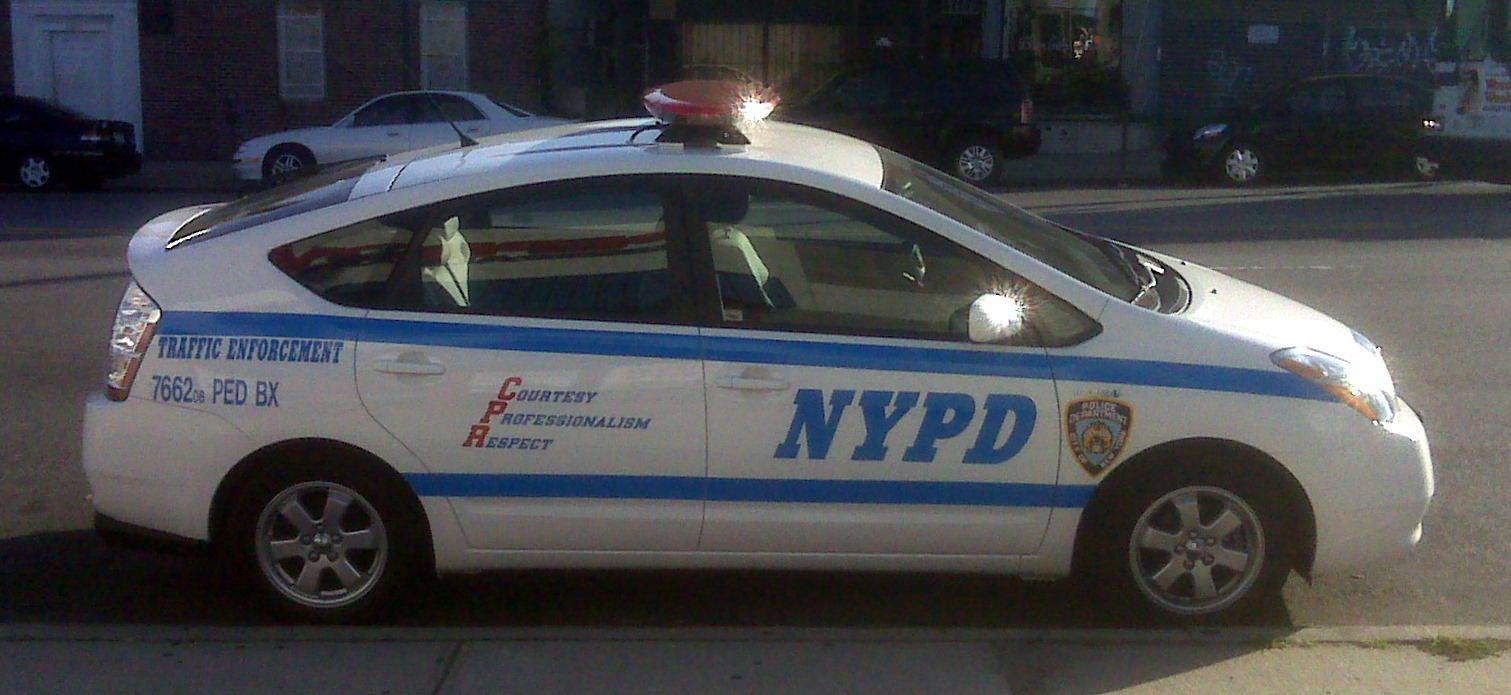
Toyota Prius được dùng bởi NYPD Traffic Enforcement

Hiệu suất năng lượng ước tính cho một ô tô là 280 khách-dặm /106 Btu. Có một số cách để nâng cao hiệu quả năng lượng của một chiếc xe. Sử dụng khí động lực học cải tiến để giảm thiểu lực cản có thể làm tăng hiệu suất năng lượng. Giảm trọng lượng xe cũng có thể cải thiện nền kinh tế nhiên liệu, đó là lý do tại sao vật liệu Công-pô-zít được sử dụng rộng rãi làm thân xe.
Những lốp xe cải tiến, với lốp giảm ma sát đường và kháng lăn, có thể tiết kiệm xăng. Tiết kiệm nhiên liệu có thể được cải thiện lên tới 3,3% bằng cách giữ cho lốp xe tăng lên đến mức áp lực chính xác. Thay thế một bộ lọc không khí bị tắc có thể cải thiện mức tiêu thụ nhiên liệu của ô tô lên tới 10% trên các loại xe cũ hơn. Trên các loại xe mới hơn (từ những năm 1980) với động cơ được bơm nhiên liệu, máy lọc không khí có hiệu lực trên mpg nhưng khi thay thế nó có thể cải thiện khả năng tăng tốc độ từ %6 đến11%.
Bộ sạc Turbo có thể tăng hiệu quả nhiên liệu bằng cách cho phép động cơ dịch chuyển nhỏ hơn. 'Động cơ của năm 2011' là động cơ Fiat 500 được trang bị bộ tăng áp MHI. "So với động cơ 8 lít 1,2 lít, tuabin 85 HP mới có công suất lớn hơn 23% và chỉ số hiệu suất tốt hơn 30%. Hiệu suất của hai xi-lanh không chỉ tương đương với động cơ 16v 1,4 lít, mà còn tiêu thụ nhiên liệu thấp hơn 30%."
```
Các loại xe tiết kiệm năng lượng có thể đạt gấp đôi hiệu suất nhiên liệu của ô tô trung bình. Thiết kế tiên tiến, chẳng hạn như động cơ diesel 
Mercedes-Benz Bionic
 đã đạt được hiệu suất nhiên liệu cao như 
84 dặm trên galông Mỹ (2,8
 
L/100
 
km; 101
 
mpg
‑
Anh
)
, gấp bốn lần mức trung bình ô tô thông thường hiện tại.
[
19
]
```

Xu hướng chủ đạo trong hiệu quả sử dụng ô tô là sự gia tăng xe điện (tất cả @ điện hoặc điện lai). Các dòng lai, giống như Toyota Prius, sử dụng phanh tái tạo để lấy lại năng lượng sẽ tiêu tan trong những chiếc xe thông thường; đặc biệt hiệu quả rõ trong việc lái xe trong thành phố. Plug-in hybrid cũng đã tăng dung lượng pin, giúp bạn có thể lái xe ở những khoảng cách có giới hạn mà không phải đốt bất kỳ loại xăng nào; trong trường hợp này, hiệu quả năng lượng được quyết định bởi bất kỳ quy trình nào (như đốt than, thủy điện hoặc nguồn tái tạo) để tạo ra sức mạnh. Các plug-in thường có thể chạy được khoảng 40 dặm (64 km) hoàn toàn bằng điện mà không cần sạc lại; nếu pin yếu, động cơ xăng sẽ cho phép mở rộng phạm vi. Cuối cùng, tất cả các loại xe điện cũng đang ngày càng phổ biến; chiếc Tesla Model S mui kín là chiếc xe điện chạy bằng năng lượng cao duy nhất hiện có trên thị trường

### Chiếu sáng thành phố
Các thành phố trên khắp thế giới thắp sáng hàng triệu con đường đường với 300 triệu đèn. Một số thành phố đang tìm cách giảm mức tiêu thụ điện năng bằng đèn mờ trong giờ cao điểm hoặc chuyển sang đèn LED. Không rõ liệu hiệu quả phát sáng cao của đèn LED có dẫn đến giảm năng lượng thực sự hay không, vì các thành phố có thể sẽ lắp đặt thêm đèn hoặc khu vực chiếu sáng sáng hơn so với trước đây.

### Phi cơ
Có một số cách để giảm việc sử dụng năng lượng trong vận tải hàng không, từ việc sửa đổi máy bay, đến cách quản lý không lưu. Chẳng hạn như trong xe hơi, turbo tăng áp là một cách hiệu quả để giảm tiêu thụ năng lượng; tuy nhiên, thay vì cho phép sử dụng động cơ chuyển vị nhỏ hơn, bộ tăng áp trong tuabin phản lực hoạt động bằng cách nén không khí mỏng hơn ở độ cao cao hơn. Điều này cho phép động cơ hoạt động như thể nó đang ở áp suất ở mực nước biển trong khi tận dụng lợi thế của lực cản trên máy bay ở độ cao cao hơn.
Hệ thống quản lý giao thông hàng không là một cách khác để tăng hiệu quả, không chỉ cho máy bay mà cả ngành công nghiệp hàng không nói chung. Công nghệ mới cho phép tự động hóa triệt để việc cất cánh, hạ cánh và tránh va chạm, cũng như trong các sân bay, từ những thứ đơn giản như HVAC và ánh sáng đến các nhiệm vụ phức tạp hơn như bảo mật và quét.

## Năng lượng bền vững
Hiệu quả năng lượng và năng lượng tái tạo được cho là "trụ cột đôi" của chính sách năng lượng bền vững. Cả hai chiến lược phải được phát triển đồng thời để ổn định và giảm lượng khí thải CO2. Sử dụng năng lượng hiệu quả là điều cần thiết để làm chậm sự tăng trưởng nhu cầu sử dụng năng lượng để tăng nguồn cung cấp năng lượng sạch, có thể làm giảm đi việc sử dụng nhiên liệu hóa thạch. Nếu việc sử dụng năng lượng tăng quá nhanh, khả năng phát triển năng lượng tái tạo sẽ giảm. Tương tự như vậy, trừ khi nguồn cung cấp năng lượng sạch trở nên nhanh chóng, làm chậm sự tăng trưởng trong nhu cầu sử dụng năng lượng, sẽ bắt đầu giảm tổng lượng khí thải carbon; việc giảm hàm lượng carbon của các nguồn năng lượng cũng là cần thiết. Một nền kinh tế năng lượng bền vững do đó đòi hỏi những cam kết về hiệu quả và năng lượng tái tạo.

## Phục hồi hiệu quả
Nếu nhu cầu về dịch vụ năng lượng vẫn không đổi, việc cải thiện hiệu suất năng lượng sẽ làm giảm đi lượng tiêu thụ năng lượng và lượng khí thải carbon. Tuy nhiên, nhiều cải tiến không làm giảm lượng tiêu thụ năng lượng theo số lượng được dự đoán bởi các mô hình kỹ thuật đơn giản. Việc này là do họ đã điều chỉnh mức giá dịch vụ năng lượng rẻ hơn, và do đó lượng tiêu thụ các dịch vụ đó cũng tăng lên. Ví dụ, các loại xe tiết kiệm nhiên liệu làm cho việc đi lại trở nên rẻ hơn, người tiêu dùng có thể chọn lái xe xa hơn, do đó bù đắp một số khoản tiết kiệm năng lượng tiềm năng. Tương tự như vậy, một phân tích lịch sử rộng lớn về cải tiến hiệu quả công nghệ đã kết luận cho thấy rằng các cải tiến hiệu quả năng lượng hầu như luôn luôn vượt qua nền tăng trưởng kinh tế, dẫn đến việc tăng nhu cầu sử dụng tài nguyên và những ô nhiễm khác có liên quan.
Ước tính kích thước của hiệu ứng hồi phục dao động từ khoảng 5% đến 40%. Hiệu ứng hồi phục có thể ít hơn 30% ở cấp hộ gia đình và có thể gần 10% đối với giao thông vận tải. Hiệu ứng hồi phục 30% ngụ ý rằng những cải thiện về hiệu quả sử dụng năng lượng sẽ đạt được 70% so với mức giảm tiêu thụ năng lượng được dự báo trong các mô hình kỹ thuật. Hiệu ứng hồi phục có thể đặc biệt lớn đối với  việc chiếu sáng, bởi vì ngược lại với các nhiệm vụ như vận chuyển thì không có giới hạn nào về lượng ánh sáng có thể được xem là có ích. Trên thực tế, dường như thắp sáng đã chiếm khoảng 0,7% GDP trên nhiều xã hội và hàng trăm năm, nghĩa là phục hồi 100%.

## Nhiên liệu thay thế

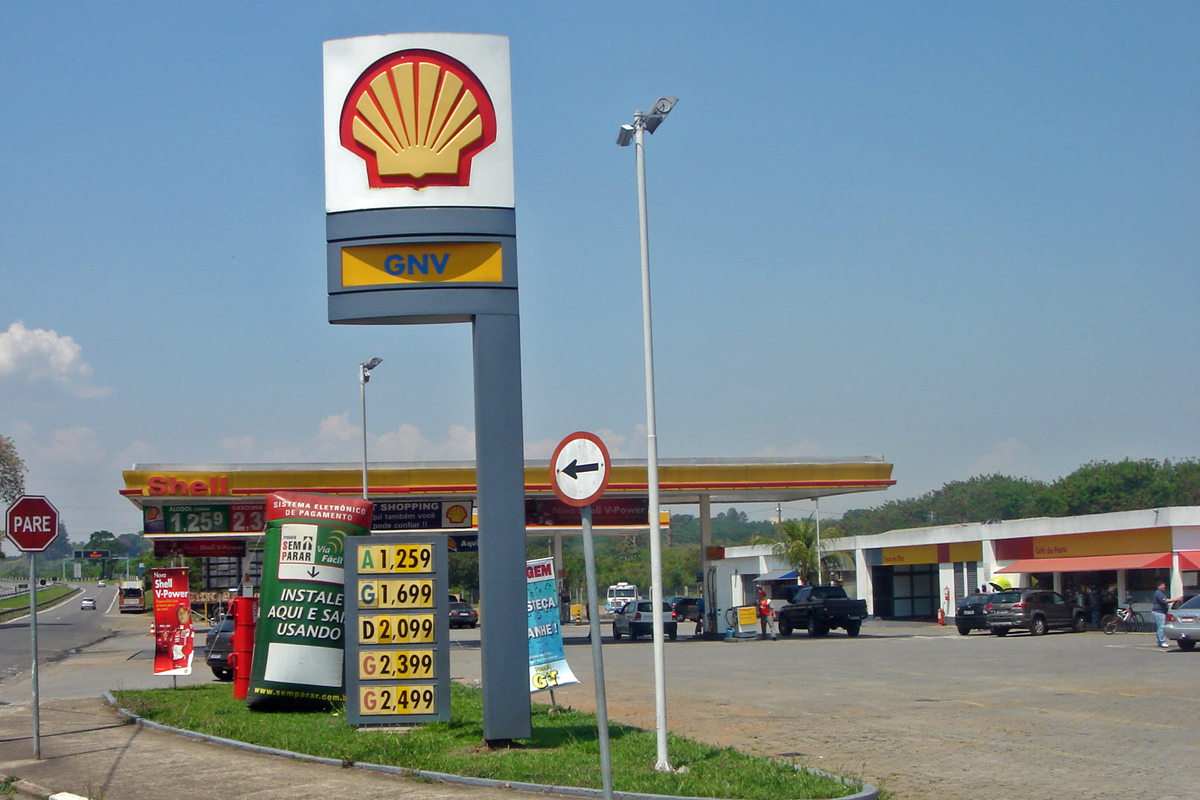
Trạm xăng dầu điển hình ở Brazil với 4 loại nhiên liệu thay thế được bán: dầu diesel sinh học (B3), xăng (E25), ethanol (E100), và khí tự nhiên (CNG). Piracicaba, Brazil.

Nhiên liệu thay thế, còn được gọi là nhiên liệu phi truyền thống hoặc tiên tiến, là bất kì vật liệu hay chất có thể được sử dụng làm nhiên liệu, trừ một số nhiên liệu thông thường. Một số nhiên liệu thay thế nổi tiếng bao gồm dầu diesel sinh học, cồn sinh học (methanol, ethanol, butanol), điện lưu trữ hóa học (pin và pin nhiên liệu), khí hydro, khí methan không hóa thạch, khí thiên
nhiên không hóa thạch, dầu thực vật, và các nguồn sinh khối khác.

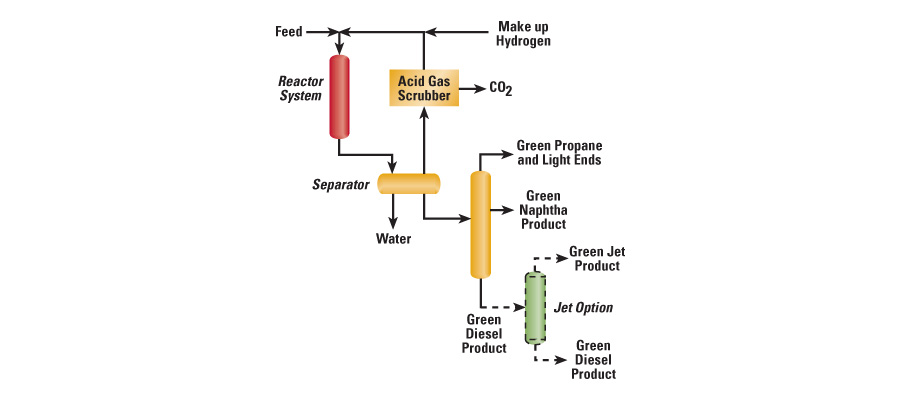
Green diesel production